# (5149) Leibniz
(5149) Leibniz ist ein Asteroid des Hauptgürtels, der am 24. September 1960 von dem niederländischen Astronomenehepaar Cornelis Johannes van Houten und Ingrid van Houten-Groeneveld entdeckt wurde. Die Entdeckung geschah im Rahmen des Palomar-Leiden-Surveys, bei dem von Tom Gehrels mit dem 120-cm-Oschin-Schmidt-Teleskop des Palomar-Observatoriums aufgenommene Feldplatten an der Universität Leiden durchmustert wurden.
Der Asteroid gehört zur Themis-Familie, einer Gruppe von Asteroiden, die nach (24) Themis benannt wurde.
(5149) Leibniz wurde nach dem deutschen Philosophen, Mathematiker, Diplomaten, Historiker und politischen Berater Gottfried Wilhelm Leibniz (1646–1716) benannt, der als einer der wichtigsten Vordenker der Aufklärung gilt.